# Alchemilla versipiloides
Alchemilla versipiloides är en rosväxtart som beskrevs av Pawl.. Alchemilla versipiloides ingår i släktet daggkåpor, och familjen rosväxter. Inga underarter finns listade i Catalogue of Life.